# Veljun Primorski
Veljun Primorski je naselje u Republici Hrvatskoj, u sastavu Grada Senja, Ličko-senjska županija. 

## Stanovništvo
Prema popisu stanovništva iz 2001. godine, naselje je imalo 91 stanovnika te 35 obiteljskih kućanstava.

Prema popisu stanovništva 2011. godine naselje je imalo 70 stanovnika.
| broj stanovnika | 300   |       |       | 494   | 509   | 573   | 625   | 611   | 599   | 480   | 403   | 307   | 217   | 112   | 91    | 70    | 57    |
|                 | 1857. | 1869. | 1880. | 1890. | 1900. | 1910. | 1921. | 1931. | 1948. | 1953. | 1961. | 1971. | 1981. | 1991. | 2001. | 2011. | 2021. |

## Poznate osobe
- Martin Davorin Krmpotić, hrv. svećenik, preporoditelj, misionar, esejist
- Damir Tomljanović Gavran, hrvatski redarstvenik, hrvatski branitelj u ratu za neovisnost Hrvatskr, zapovjednik 1. Sektora IZM Zadar ZP Split 1. gardijske brigade Oružanih snaga Republike Hrvatske, heroj Domovinskog rata